# Verner Panton

Silla Panton apilable realizada en una sola pieza de inyección de plástico. Fue presentada en 1967 por Vitra y aún continúa en producción.

Verner Panton (Gamtofte, Dinamarca, 13 de febrero de 1926-Copenhague, Dinamarca 5 de septiembre de 1998) fue un arquitecto y diseñador industrial danés considerado como uno de los  más influyentes del diseño de mobiliario de fines del siglo XX. Durante su carrera creó una variedad de diseños innovadores y futuristas, especialmente construidos en plástico y con colores brillantes. La mayoría de sus diseños más conocidos continúan en producción.

## Biografía
Verner Panton nació en 1926, en la aldea de Gamtofte en la isla de Fünen, donde creció. Era el mayor de los dos hijos de Ellen, née Koch-Hansen (1990) y Henry Panton (1967). 
Sus padres se separaron cuando él tenía diez años. Panton se quedó a vivir con su padre, que tuvo tres hijos más con su segunda esposa. Su padre provenía de una familia de agricultores y era posadero. Como arrendatario de la casa de huéspedes de Kom-igen en la finca Langeso en Fünen, proporcionó a Panton su primera gran encargo de diseño en 1958.
A la edad de 18 años, Panton se trasladó a Odense, donde realizó su servicio militar (hasta 1946) al mismo tiempo que asistía a la Escuela Técnica. En el último año de la guerra tuvo que esconderse porque se había unido a un grupo de estudiantes que se resistía a la ocupación alemana en Dinamarca. En 1947, inició sus estudios de arquitectura en la Real Academia de Bellas Artes de Copenhague, (Det Kongelige Danske Kunstakademi)  que concluyó en 1951.
Durante sus estudios de arquitectura Panton conoció a Tove Kemp, la hijastra del arquitecto y diseñador Poul Henningsen, con la que contrajo matrimonio en 1950, con la que tuvo un hijo, fallecido a temprana edad y de la que se separó poco después. Sin embargo, la estrecha amistad entre Verner Panton y Poul Henningsen, que se convirtió en su principal mentor, duró hasta la muerte de Poul Henningsen en 1967.

## Verner Panton y Arne Jacobsen
En los primeros años de su carrera, entre 1950 y 1952, Verner Panton trabajó en el estudio del arquitecto Arne Jacobsen, otro diseñador y arquitecto danés, quien se convirtió en su segundo mentor importante después de Poul Henningsen. En la estudio de Jacobsen, se dedicaba principalmente al diseño de muebles y participó en el desarrollo de la silla 'Ant', una de las sillas más conocidas de Arne Jacobsen. Muchos años después, Panton habló sobre su trabajo con Jacobsen:
Cuanto mayor me vuelvo, más respeto tengo por Arne Jacobsen, aunque nuestras formas de pensar difieren en muchos aspectos. Cuando consideras todo lo que Arne Jacobsen logró en diversos campos, te das cuenta de que no tiene igual. Por supuesto, sus habilidades fueron acompañadas por el talento, la energía, la economía y la suerte. Y tal vez todo estaba un poco ordenado. Pero nunca he aprendido tanto de alguien como lo hice de Arne Jacobsen, incluida la capacidad de sentir incertidumbre y nunca darse por vencido.
En 1955 abrió su propio estudio de arquitectura y diseño. Se hizo famoso con sus muebles basados en formas geométricas fabricados por la empresa Plus-linje. A fines de la década de 1950 sus diseños de sillas sin patas ni respaldo discernible se hicieron cada vez menos convencionales.

## Filosofía de diseño
Verner Panton produjo los muebles e iluminación más innovadores de la posguerra. Aprovechando las propiedades de los nuevos materiales como el acrílico, la espuma, el plástico y el poliéster reforzado con fibra de vidrio, creó formas lúdicas y orgánicas que hicieron un uso intenso del color y superficies suaves y reflectantes. Su obra está estrechamente relacionada con los movimientos Op y Pop Art de finales de los años cincuenta y sesenta.
La predilección de Verner Panton por los colores intensos y las formas geométricas queda patente en su vasta obra como diseñador textil. Las composiciones espaciales de Panton son reconocidas por fusionar suelos, paredes y techos, así como muebles, lámparas, tejidos y paneles de esmalte o plástico para formar una unidad espacial tan perfecta como indivisible. Las naves Visiona de la Feria del Mueble de Colonia (1968 y 1970), las oficinas de la editorial Spiegel (1969) y el restaurante Varna de Aarhus (1970) son solo algunos de los ejemplos más sobresalientes.

El objetivo principal de mi trabajo es provocar a las personas a usar su imaginación. La mayoría de la gente se pasa la vida viviendo en una triste y grisácea conformidad, un mortal miedo de usar colores. Al experimentar con la iluminación, los colores, los textiles y los muebles, y al utilizar las últimas tecnologías, intento mostrar nuevas formas, alentar a las personas a usar su imaginación y hacer que su entorno sea más emocionante.
Verner Panton. Página oficial. (http://www.verner-panton.com/person/biographie/9/)

A principios de la década de 1960, comenzó a colaborar con la empresa Vitra, con la que desarrolló su diseño más conocido: la silla Panton, de una sola pieza de inyección de plástico, presentada en 1967. Esta silla fue el primer producto de creación propia de Vitra y se convirtió en el diseño de Panton más famoso y producido en masa. 
Las reediciones de los diseños de Panton por parte de Vitra y la retrospectiva de la obra de Panton organizada por el Museo del Diseño de Vitra en el año 2000 ponen de manifiesto la especial relación existente entre Vitra y Verner Panton.

## Diseño de interiores
Los interiores vibrantes y futuristas de Panton de la década de 1960 utilizaron la iluminación como un elemento fundamental, literalmente incorporado al tejido de la sala y fusionado con los muebles. Se formó como arquitecto y estuvo estrechamente relacionado con algunas de las figuras clave del Modernismo danés.    
Verner Panton emprendió numerosos proyectos de diseño de interiores, incluidos varios para la empresa químico - farmacéutica alemana Bayer. Panton inició el diálogo con Bayer en relación con el desarrollo de la silla Panton. Posteriormente, la compañía le pidió a Panton que creara un stand para ellos en la feria de muebles en Colonia, Alemania, en 1968, cuyo objetivo del proyecto era promover el tejido 'd r a l o n'.
Bayer quería mostrar las múltiples posibilidades que ofrece el nuevo textil. Para esto se habilitó un barco de exhibición - Visiona 0 - y una longitud de muelle adornada con discos redondos y brillantes hechos de dralón.
Después de este sensacional resultado, Panton se mudó a Hamburgo para amueblar la Editorial Spiegel. El objetivo de la remodelación fue utilizar el diseño para motivar a los empleados, alentarlos a relajarse en la alberca del personal y en el bar, y estimular su concentración mientras trabajan. Archivado el 7 de noviembre de 2017 en Wayback Machine.

## Diseño de luminarias
A lo largo de su carrera, Verner Panton introdujo una serie de luminarias modernas con personalidad única, totalmente diferentes a cualquiera de sus contemporáneos Escandinavos.
Con una notable fe en las posibilidades ilimitadas de la forma, Panton trabajó para crear un nuevo conjunto de teorías sobre cómo debería funcionar la iluminación y cómo debería influir su entorno.
Verner Panton comenzó diseñando luminarias para Louis Poulsen. La primera luminaria que se puso en producción fue el modelo “Topan” en 1959, seguida de la lámpara “Moon” en 1960.
En 1964, Panton se puso en contacto con el fabricante de iluminación J. Lüber AG en Suiza acerca de una lámpara que había diseñado que consistía en cientos de pequeños discos reflectantes.
El primer prototipo de esta luminaria se hizo usando discos cortados en papel de plata por su esposa Marianne. A Lüber le gustó el concepto pero tenía reservas sobre los materiales. En cambio, para lograr un efecto similar al de la lámina de plata, los discos se fabricaron con una delgada lámina de metal (como se usa actualmente para el producto).

## Obra
Productos en cooperación con Vitra y reediciones
- 1999: silla “Panton Chair”
- 1970: sillón “Amoebe Highback”
- 1970: sillón “Amoebe”
- "VISIONA II", 1970 -> "VISIONA II" Video (Laufzeit 2:08 Min)
- 1969: mueble-escultura “Living Tower”
- 1969: lámpara de pared y techo “Ring Lamp”
- 1963: mesa auxiliar/recipiente “Bar Boy”
- 1960: alfombra “Geometri”
- 1960: cojines
- 1960: lámpara de colgar “Moon Lamp”
- 1967: silla “Panton Chair Classic”
- 2004: silla para niños “Panton Junior”
- 1959: silla “Heart Cone Chair”
- 1959: silla “Wire Cone Chair”
- 1958: silla “Cone Chair”
- 1958: mesa “Cone Table”

## Obras destacadas
Moon Lamp (1960)

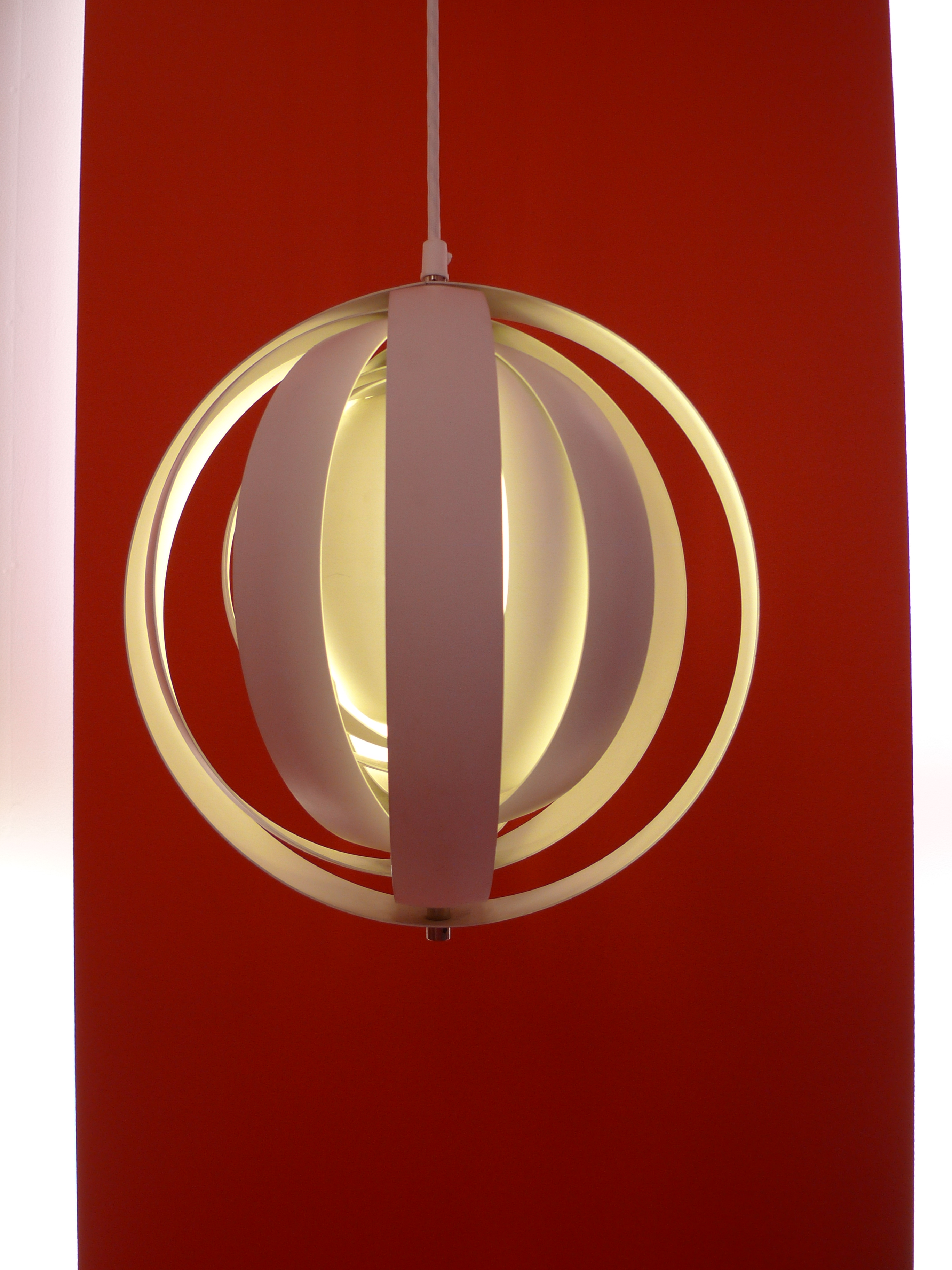
"Moon Lamp", luminario diseñado por Verner Panton en 1960. Reproducido por la empresa Verpan.

La “Moon Lamp” es un luminario diseñado por el danés Verner Panton en 1960. 
Es un luminario suspendido, complejo y abstracto, formado por diez anillos metálicos montados dentro de un sistema móvil de baleros que permite la rotación independiente de cada uno de estos anillos, con lo cual su tamaño puede ser manipulado. Los anillos actúan como obturadores para la luz, la cual, se vuelve difusa entre ellos y reflejada desde las superficies brillantes. 
La calidad de la luz se puede ajustar moviendo los anillos. Las primeras versiones fueron producidas en aluminio blanco lacado, y luego en plástico. El luminario tiene la ventaja de poderse embalar de manera plana para transportarse. 
Flowerpot Lamp (1968)
Es una serie de lámparas de producción en serie, incluyendo tres colgantes y dos lámparas de mesa, todo en una amplia gama de colores. Se convirtió en icono en los años 60 del movimiento llamado Flower Power quienes practicaban una mentalidad más abierta y moderna rodeada de paz y la armonía. La lámpara está compuesta de dos esferas semicirculares, de diferente tamaño una frente a la otra. La esfera inferior cubre la bombilla, mientras la exterior permite reflejar los colores. 